# Musica per un incendio
Musica per un incendio è l'undicesimo album di Mario Castelnuovo.

## Descrizione
La direzione artistica dell'album è di Lilli Greco, Luciano Ciccaglioni e Simone Sciumbata. È stato registrato nello studio Telecinesound di Roma, con la produzione esecutiva di Leopoldo Lombardi.
Le canzoni sono tutte scritte da Mario Castelnuovo.
L'album entra al 66º posto della classifica ufficiale di vendita FIMI "Album" (week 29).

## Tracce
1. Annie Lamour – 3:45
2. Mandami a dire – 3:07
3. A Certaldo fa freddo – 3:45
4. Gli amanti – 3:07
5. Gli innamorati coi capelli bianchi – 3:09
6. Torna a casa Lassie – 1:48
7. Geneviève – 3:13
8. Canto della povera gente – 2:34
9. Fessure di cielo – 3:41
10. Gli angeli – 3:52
11. Santa Maria delle caramelle – 3:38
12. Trasteverina – 4:08

Testi e musiche di Mario Castelnuovo
Prodotto da Mario Castelnuovo e Lilli Greco

## Musicisti
- Mario Castelnuovo - voce, chitarra acustica, ukulele, cori
- Maurizio Dei Lazzaretti - batteria, percussioni
- Luca Pirozzi - basso elettrico, contrabbasso
- Luciano Ciccaglioni - chitarra acustica, chitarra elettrica, mandovox, mandolino, cori, tastiera
- Mario Schilirò - chitarra acustica, cori
- Ettore Gentile - pianoforte, Fender Rhodes, organo Hammond
- Lilli Greco - pianoforte, cori
- Simone Sciumbata - tastiera, armonica a bocca, fisarmonica, ukulele, chitarra acustica, percussioni, cori
- Johnny Di Tacco - voce e chitarra acustica in Torna a casa Lassie
- Bianca Giovannini "la Jorona" - voce in Trasteverina
- Stefano Indino - fisarmonica
- Luca Velotti - sax, clarinetto
- Paolo Bonvini - flauti
- Gianluca Podio - direzione d'orchestra e arrangiamento archi in Gli amanti
- Brenda Beeson - voce recitante in Torna a casa Lassie
- Claudia Arvati - cori
- Paolo Parisi - cori